# Макс Голдштейн
Макс Гольдштейн – (1898–1924 роки), також відомий як Кока, був румунським революціонером, якого вважають комуністом чи анархістом.
Народився в Барладі в єврейській родині. Два роки працював канцеляристом. Згодом у 1916 році переїхав до Бухареста, де став прихильником комуністів. Засуджений до 10 років ув’язнення, він втік до Одеси (тоді частина імперської Росії). Повернувся з грошима та новими інструкціями. Втратив руку, ймовірно, під час експериментів з вибухівкою, і замінив її гаком. Був відомий поліції як «людина з гаком». 
17 листопада 1920 року Макс Гольдштейн намагався вбити міністра внутрішніх справ Костянтина Аргетояну, який був найактивнішим антикомуністичним політиком Румунії. Спроба провалилася: бомба, покладена під вагон потяга Арджетояну, знищила порожню половину вагона. 
8 грудня 1920 року Гольдштейн, за підтримки Леона Ліхтблау та Саула Озіаса, організував черговий політично мотивований вибух. Їх саморобний вибуховий пристрій, виготовлений з німецького артснаряду, що не розірвався, убив міністра юстиції Дімітріє Гречану і двох сенаторів (Деметріу Раду і Спірею Георгіу) і поранив президента Сенату Костянтина Коанде. Уряд стверджував, що їхня група діяла не самотужки, і що серед своїх спільників вона мала Алеку Константинеску, лідера лівої групи Соціалістичної партії, яка в 1921 році розкололася і утворила Комуністичну партію Румунії (під попередньою назвою Соціалістично-комуністична партія).

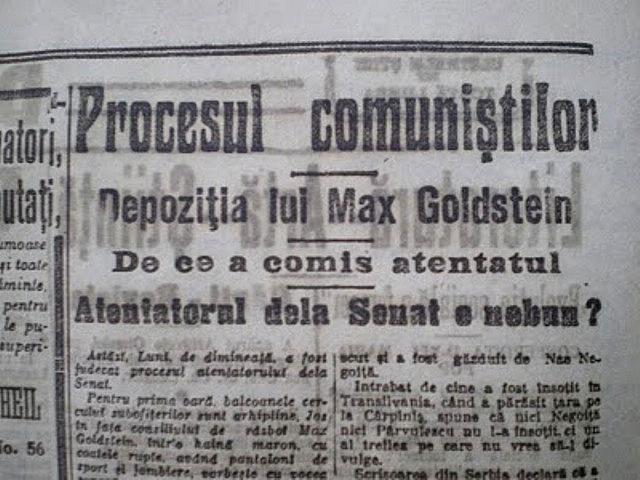
Стаття в газеті 1922 року про свідчення Макса Гольдштейна щодо терористичного вибуху

Вибух був використаний румунським урядом як привід для взяття під варту всіх відомих комуністів, які були причетні до процесу "Деалул Спірі" (названого на честь Деалула Спірі, пагорба, на якому стояла будівля Сенату), і заборони комуністичної політичної діяльності. Лідер комуністів Георге Крістеску відкинув усі звинувачення у змові і причетність партії досі невідома. Під час суду Крістеску стверджував, що дії Гольдштейна були натхненні анархізмом більше, ніж будь-чим іншим. 
Відразу після бомбардування у грудні 1920 року Гольдштейн втік до Болгарії. У жовтні 1921 року був заарештований під час спроби в'їхати до Румунії з Русе і засуджений до довічного ув'язнення. Помер у 1924 році у в'язниці Дофтана після 32-денного голодування.